# Beka Vachiberadze
Beka Vachiberadze (in georgiano ბექა ვაჩიბერაძე?; in ucraino Бека Зазайович Вачіберадзе?, Beka Zazajovyč Vačiberadze; Kutaisi, 5 marzo 1996) è un calciatore georgiano con cittadinanza ucraina, centrocampista dell'Ūlytau.

## Biografia
Suo padre Zaza Vachiberadze è un ex calciatore professionista.

## Caratteristiche tecniche
È un mediano.

## Carriera

### Club
Ha giocato nella prima divisione dei campionati ucraino, lettone, georgiano e kazako.

### Nazionale
Dal 2011 al 2016 Vachiberadze ha collezionato 53 presenze e 14 reti con le rappresentative giovanili ucraine dall'Under-16 all'Under-21. Nel 2017 decide di voler rappresentare la nazionale georgiana, pur non riuscendo mai a esordire.

## Palmarès

### Club

#### Competizioni nazionali
- Coppa di Lega lettone: 1

RFS Riga: 2018
- Coppa di Georgia: 1

T'orp'edo Kutaisi: 2022